# Romaria da Senhora da Boa Morte
A Romaria da Senhora da Boa Morte é uma romaria em honra de Nossa Senhora da Boa Morte realizada anualmente no mês de julho no Santuário de Nossa Senhora da Boa Morte, na freguesia da Correlhã, em Ponte de Lima. A romaria combina devoção religiosa com celebrações populares. O evento atrai romeiros que pedem à padroeira uma “boa morte” e inclui novenas, procissões, um cortejo de oferendas, uma feira de gado, a presença de grupos folclóricos e mordomas em trajes tradicionais.